# Johann Gottfried Gruber
Johann Gottfried Gruber, född 29 november 1774 i Naumburg an der Saale, död 7 augusti 1851 i Halle an der Saale, var en tysk litteraturhistoriker. 
Gruber blev 1811 professor i filosofi i Wittenberg och 1815 i Halle an der Saale. Han författade biografiska arbeten över Johann Gottfried Herder (1805), Christoph Martin Wieland (1827-28), Friedrich Gottlieb Klopstock (1832) och August Lafontaine (1833) samt redigerade (till 1828 tillsammans med Johann Samuel Ersch) "Allgemeine Encyclopädie der Wissenschaften und Künste".